# أوبثكياوية
الأوبثكياوية (الاسم العلمي: Eupitheciini) هي قبيلة من الحشرات تتبع الفصيلة الأرفية من رتبة حرشفيات الأجنحة.

## أجناس الأوبثكياوية
- الأوبثكية
- البوسارة
- الناسوسينة (الاسم العلمي:Nasusina)
- البروريلة (الاسم العلمي:Prorella)
- (الاسم العلمي:Microdes)
- (الاسم العلمي:Collix)
- (الاسم العلمي:Micrulia)
- (الاسم العلمي:Gymnoscelis)
- (الاسم العلمي:Spiralisigna)
- (الاسم العلمي:Axinoptera)
- (الاسم العلمي:Chloroclystis)
- (الاسم العلمي:Sigilliclystis)
- (الاسم العلمي:Antimimistis)
- (الاسم العلمي:Symmimetis)
- (الاسم العلمي:Phrissogonus)
- (الاسم العلمي:Aepylopha)
- (الاسم العلمي:Mesoptila)
- (الاسم العلمي:Mnesiloba)